# Royaume de Mide
76–1172
Entités suivantes :
- Seigneurie d'Irlande

Mide  en irlandais Midhe, également anglicisé en Meath, est le nom d'un royaume irlandais médiéval. Son nom signifiait  « Milieu », du fait qu'il se trouvait au centre de l'Irlande.

## Situation
Le royaume de Mide  incluait l'actuel comté de  Meath dont le nom reprend celui du royaume, mais également le Comté de  Westmeath et des parties des modernes comtés de Cavan, Dublin,  Kildare, Longford, Louth et enfin Offaly.

## Origine
Selon la tradition le royaume de Mide a été  fondé pendant le Ier siècle ap. J.-C. par l'Ard ri Erenn Túathal Techtmar. Les Uí Eneschglaiss sont la première dynastie de rois de cette région. Une pierre oghamique  retrouvée au sud de Slane suggère qu'originalement ils avaient le contrôle de cette région du comté de Meath.  Ils étaient voisins des  Uí Failghe et des Uí Bairrche, le long de la limite du Laigin, mais ils étaient aussi associés avec les  Érainn.
Le royaume de Mide semble avoir existé en tant que tel, avec des dimensions variables, depuis au moins le début de la période historique. Son nom signifie « milieu », montrant qu'il était situé en plein cœur de l'Irlande.

## Histoire
Au cours du Ve siècle la dynastie initiale est chassée de sa région d'origine vers le Kildare et au-delà des montagnes de  Wicklow par les Uí Néill, dont l'un des  septs, le Clan Cholmáin, prend leur place. Les  Uí Enechglaiss s'établissent  plus tard autour d'Arklow où dans la période historique leur dynastie régnante prend le nom anglicisé de « O'Feary ». 
Dans l'Irlande médiévale, les  rois de  Mide sont du Clan Cholmáin, une lignée des  Uí Néill plusieurs d'entre eux  sont aussi Ard ri Erenn. Après la chute du royaume à la fin du  XIIe siècle la dynastie des « Ua Máel Sechlainn  » ou « O' Melaghlins » est obligée de se réfugier dans l'ouest et de s'établir sur le rive est de la Shannon. 
Leur nom est encore relevé parmi la noblesse gaélique jusqu'à la fin du XVIIe siècle bien qu'ils aient perdu tout  pouvoir royal depuis très longtemps.  Melaugh est encore l'un des noms les plus portés en  Irlande actuellement bien qu'il soit très souvent considéré par erreur comme une émanation de McLoughlin.

## Province et diocèse
Meath est également l'une des cinq provinces traditionnelle de l'Irlande  (en irlandais « cúige » signifie:  « cinquième ») à côté des quatre autres provinces du Munster, Connacht, Ulster et Leinster. Le Diocèse de Meath établi par le Synode de Ráth Breasail en 1111 avait les mêmes limites que le royaume homonyme.

### Sources
- (en) « Clann Cholmain Kings of Mide 766–1184 », p. 195–196 dans A New History of Ireland, Vol. IX, ed. Byrne, Martin, Moody, Oxford University Press réédition 2011.
- (en) Edel Bhreathnach (sous la direction) The Kingship and landscape of Tara.Fours Courts Press for The Discovery Programme Dublin (2005), Table 3: « Clann Cholmáin » p. 344-345
- (en) Irish Leaders and Learning Through the Ages, Paul Walsh; ed. O Muraile, 2004.
- (en) King James II's Irish Army List, D'Alton, 18??